# Sergio Corbucci
Sergio Corbucci (n. 6 decembrie 1927, Roma, Regatul Italiei – d. 1 decembrie 1990, Roma, Italia) a fost un regizor, scenarist și producător italian. A regizat atât westernuri spaghetti violente, cât și filme de comedie-acțiune cu Bud Spencer și Terence Hill.
Este fratele mai mare al scenaristului și regizorului de film Bruno Corbucci⁠(d).

## Biografie
Corbucci s-a născut la Roma.
La începutul carierei sale, a regizat numeroase filme pelpum cu buget redus. Primele sale westernuri spaghetti regăsim Grand Canyon Massacre⁠(d) (1964), pe care l-a regizat sub pseudonimul Stanley Corbett împreună cu Albert Band, și Minnesota Clay⁠(d) (1964). A obținut primul său succes comercial odată cu lansarea filmul cult Django⁠(d) (1966). Actorul Franco Nero, protagonistul din Django, va colabora cu regizorul pentru alte două westernuri: Il Mercenario (1968; alias A Professional Gun) - unde l-a interpretat pe Serghei Kowalski, un mercenar polonez, și a fost coleg de platou cu Tony Musante⁠(d), Jack Palance și Giovanna Ralli - și Compañeros (1970; alias Vamos a matar, Companeros). Ultimul film al trilogiei „Revoluția mexicană” a fost Che c'entriamo noi con la rivoluzione?⁠(d) (1972).
După Django, Corbucci a continuat să regizeze westernuri spaghetti, devenind al doilea cel mai cunoscut regizor italian de filme western după Sergio Leone. Filmul Il Grande Silenzio⁠(d) (1968), un western obscur al cărui personaj principal este mut⁠(d), este unul dintre cele mai celebre lungmetraje realizate de acesta. Filmul a fost interzis în unele țări pentru scenele extrem de violente.
De asemenea, acesta a regizat Navajo Joe⁠(d) (1966), cu Burt Reynolds în rolul unui amerindian navajo aflat pe urmele grupului de bandiți care i-a ucis tribul, The Hellbenders⁠(d) (1967) și Ringo and His Golden Pistol⁠(d) (1966). Alte westernuri spaghetti din filmografia sa sunt The Specialists (1969; alias Drop Them or I'll Shoot), La Banda JS: Cronaca criminale del Far West⁠(d) (1972, alias Sonny and Jed), cu Tomás Milián, și The White, the Yellow, and the Black (1975), cu Tomas Milian și Eli Wallach.
Westernurile lui Corbucci erau obscure și brutale, personajele fiind prezentate ca antieroi sadici. Filmele cuprindeau un număr mare de cadavre și scene cu mutilări. De exemplu, Django a stabilit un nou standard în materie de violență pentru lungmetrajele western.
În anii 1970 și 1980, Corbucci a regizat cu precădere filme de comedie, avându-l adesea în rol principal pe actorul Adriano Celentano. Producțiile au avut un succes enorm la box-office-ul italian și au fost distribuite în țări europene precum Germania, Franța, Austria și Elveția.
Filmele sale au fost rareori luate în serios de criticii contemporani și a fost considerat un regizor specializat în filme cu exploatare⁠(d), însă Corbucci a reușit să-și creeze o reputație formidabilă în rândul publicului cinefil.
A murit la Roma în 1990, cu cinci zile înainte de a împlini 64 de ani, din cauza unui Infarct miocardic.
Django & Django, un documentar despre Sergio Corbucci regizat de Luca Rea, a fost lansat în 2021.

## Filmografie

### Regizor și scenarist
- 1951 Salvate mia figlia
- 1954 Foreign Earth
- 1954 Island Sinner
- 1954 Acque amare
- 1954 Baracca e burattini
- 1955 Carovana di canzoni
- 1955 Suonno d'ammore
- 1956 Supreme Confession
- 1957 Ángeles sin cielo
- 1959 I ragazzi dei Parioli

- 1960 Who Hesitates is Lost
- 1960 An American in Toledo * doar scenarist.
- 1961 Totò, Peppino e... la dolce vita
- 1961 Goliath and the Vampires
- 1961 Romulus și Remus
- 1961 The Two Marshals
- 1962 The Slave (The Son of Spartacus)
- 1962 Lo smemorato di Collegno
- 1963 Cea mai scurtă zi (Il giorno più corto)
- 1963 Il monaco di Monza
- 1963 Gli onorevoli
- 1964Grand Canyon Massacre () (sub numele Stanley Corbett)
- 1964 Castle of Blood (nemenționat)
- 1965 Minnesota Clay
- 1965 I figli del leopardo
- 1966 The Man Who Laughs
- 1966 Django
- 1966 Ringo and his Golden Pistol (Johnny Oro)
- 1966 Navajo Joe
- 1967 The Cruel Ones (The Hellbenders)
- 1967 Death on the Run
- 1968 Mercenarul
- 1968 The Great Silence
- 1969 Zum zum zum, coregizor Bruno Corbucci
- 1969 The Specialists (Drop Them or I'll Shoot)

- 1970 Camarazi
- 1971 Er più: storia d'amore e di coltello
- 1972 La Banda J.S.: Cronaca criminale del Far West (Sonny and Jed)
- 1972 What Am I Doing in the Middle of the Revolution?
- 1974 Camionul de cursă lungă
- 1975 Cel alb, cel galben, cel negru (Il bianco, il giallo, il nero)
- 1975 Di che segno sei?
- 1975 Mr. Robinson
- 1976 The Con Artists
- 1977 Ecco noi per esempio...
- 1978 The Payoff
- 1978 Par și impar
- 1979 Secretul casetofonului

- 1980 Superpolițistul
- 1980 I Don't Understand You Anymore
- 1980 I'm Getting a Yacht
- 1981 Prietenul la nevoie se cunoaște
- 1982 My Darling, My Dearest
- 1982 Count Tacchia
- 1983 Sing Sing
- 1983 Questo e quello
- 1984 A tu per tu
- 1985 I Am an ESP
- 1987 Rimini Rimini
- 1987 Roba da ricchi
- 1988 Days of Inspector Ambrosio
- 1989 Night Club
- 1991 Women in Arms

### Actor
- 1955 Suonno d'ammore : un client al băncii (nemenționat)
- 1960 Who Hesitates Is Lost : un jucător de biliard (nemenționat)
- 1961 Totò, Peppino e... la dolce vita (nemenționat)
- 1962 Lo smemorato di Collegno (nemenționat)
- 1963 Gli onorevoli : managerul hotelului din Roccasecca (nemenționat) (rol final de film)